# التهاب العضل التصلبي
التهاب العضل التصلبي (Scleromyositis) أو PM/Scl overlap syndrome هي داء مناعة ذاتية معقد (مرض يقوم فيه جهاز المناعة بمهاجمة الجسم). المرضى المصابين بالتهاب العضل التصلبي يعانون من أعراض تصلب الجلد المجموعي وإما التهاب العضلات أو التهاب الجلد والعضل، وبالتالي تُعتبر متلازمة متراكبة. وعلى الرغم من أنها تُعتبر مرضًا نادرًا، إلا أنها واحدة من المتلازمات المتراكبة الأكثر شيوعًا التي تُلاحظ في مرضى تصلب الجلد جنبًا إلى جنب مع داء النسيج الضام المختلط والمتلازمة المخلقة. الأجسام المضادة الذاتية التي توجد في كثير من الأحيان لدى المرضى هي anti-PM/Scl anti-exosome.
والأعراض التي تُلاحظ في معظم الأحيان هي أعراض مشابهة لأعراض أمراض المناعة الذاتية وتتضمن ظاهرة رينو والتهاب المفاصل والتهاب العضل وتصلب الجلد. وبالتالي فإن علاج هؤلاء المرضى يتوقف بشكل كبير على الأعراض الدقيقة التي يبلغها المريض للطبيب ويشبه علاج مرض المناعة الذاتية وينطوي في كثير من الأحيان على عقاقير المثبطة للمناعة أو العقاقير القادرة على تغيير طبيعة المناعة.